# 新山沙弥
新山 沙弥（にいやま さや、1989年8月30日 - ）は、日本の元AV女優。ティーパワーズ所属。

## 略歴・人物
広島県出身。2013年5月にAVデビュー。
2016年11月の作品をもってAV引退。

## 出演作品

### アダルトビデオ

#### 2013年
- First Impression 新山沙弥（5月19日、アイデアポケット）
- おねだりSEX4本番と一撃大量顔射フェラ（6月19日、アイデアポケット）
- カテキョ エロ過ぎるお嬢様家庭教師（7月19日、アイデアポケット）
- OL痴漢電車 新山沙弥（8月19日、アイデアポケット）
- 新山沙弥の濃厚な接吻とSEX（9月19日、アイデアポケット）
- 見つめ合って感じ合う情熱SEX 新山沙弥（10月19日、アイデアポケット）
- エロ美女ナース（11月19日、アイデアポケット）
- 断り切れずにヤラせちゃう女 私押しに弱いんです（12月19日、アイデアポケット）

#### 2014年
- カフェ店員完全支配（2月7日、アタッカーズ）
- 奴隷温泉（3月7日、アタッカーズ）
- 彼氏と一緒にコンビニでバイトしている女子大生（4月7日、アタッカーズ）
- 夫の前で近所の不良に輪姦される若妻（6月5日、ヒビノ）
- 陵辱の教典 高飛車女にブッ掛けろ（7月1日、ヒビノ） 共演：葉山めい、丘咲エミリ
- いいなり温泉旅行 新山沙弥（7月10日、SODクリエイト）
- 辱めに濡れてしまう儚い未亡人の下半身極太がねじり込まれ声を殺して感じる（8月7日、ヒビノ）
- 新山沙弥 撮影現場は自宅から半径500m以内 家族やご近所さんにバレないように…ドキドキが気持ちいいに変わっちゃう!?興奮倍増!!生まれて初めての声我慢セックス（9月6日、SODクリエイト）
- 美術教師のＭ男調教中出しデッサン（12月25日、痴女ヘブン）

#### 2015年
- 青姦露出〜野外で中出し聖職痴女〜（1月25日、痴女ヘブン）
- AV出演寸前のHな赤面インタビュー→ドキドキ1stセックス16時間（5月19日、Rookie）
- 夫への秘密と引き換えに…〜隣人の言いなりになった人妻〜（6月7日、マドンナ）
- ｢あなたよりオッパイの大きなお友達紹介してくれませんか!?｣可愛い素人さん限定!!ザ･わらしべ巨乳ナンパ!!（6月12日、S級素人）
- フィットネスジム通いの美人妻ばかりを寝取る 悪徳インストラクター盗撮（7月1日、変態紳士倶楽部）
- 夫の上司に犯され続けて7日目、私は理性を失った…。（7月7日、マドンナ）
- Addictive Triangular（7月9日、SILK LABO）
- 粗チンの俺には決して出来ない 喉奥イラマチオで感じる家の女房（7月23日、ヒビノ）
- 尻貴族 月島杏奈、新山沙弥（7月25日、ハマジム）
- 悔しいけどガクガク震えるほど感じてしまう…痴漢16時間（8月9日、Rookie）
- 人妻を虜にする寸止め淫語レズビアン（9月7日、ヒビノ）
- 「中に出して…夫と子供には内緒」自宅で愚痴聞き屋に中出しセックスをせがむ美人人妻たち8時間BEST（9月11日、S級素人）
- ヤレる人妻回春マッサージ6 中出し交渉盗撮（11月1日、変態紳士倶楽部）
- 俺を本気で愛しているなら俺以外の誰かのチ●ポも俺だと思って愛してくれ（11月6日、ワープエンタテインメント）
- 義父に縛られた美嫁 新山沙弥（11月25日、マドンナ）
- 朝ヌレする人妻に勃起しちゃった僕（12月13日、溜池ゴロー）
- すっぴん 新山沙弥（12月19日、ドリームチケット）
- 旦那の寝ている横で義父に犯された若妻3（12月25日、セレブの友）
- 母の友人 新山沙弥（12月25日、マドンナ）

#### 2016年
- 変な意味じゃなくてぇ…マッサージってドキドキしますよねぇ（1月1日、無言 / 妄想族）
- 相席居酒屋でナンパした仲良し2人組をお持ち帰り。コソコソHしていると隣の部屋にいるガードの堅い女友達はヤラせてくれるか 其の伍（1月1日、変態紳士倶楽部）
- あなた、許して…。夫の旧友に犯された私（1月7日、アタッカーズ）
- 美少女仮面ルクール凌辱（1月8日、GIGA）
- 近親中出し相姦 夫の郷里で義息子たちに狙われた美人嫁（1月21日、グローリークエスト）
- 不貞若妻! 2（1月25日、セレブの友）
- 完全掌握! 痴女のシュコシュコ手コキ4時間（1月25日、痴女ヘブン）
- 出会って2.5秒で超速攻ハメ中出し 恥じらいながらも淫汁垂れ流れ 絶頂貪る性欲底なしお嬢様（2月1日、RedCat）
- ドMの幸福4 制御不能の変態ボディ4時間（2月5日、ワープエンタテインメント）
- 人妻寸止め焦らし絶頂中出しエステ お願い…もうイカせて下さい…（2月15日、LOTUS）
- 指一本触れずに僕を発射へ追い込むお姉さんのエロい囁きとチラリズム その3（2月25日、アロマキカク）
- スーツ女子30人との優雅な戯れSEX〜ビシッとスーツを纏った完全無欠のイイ女を自由気ままにヤリまくる8時間〜（3月1日、アイデアポケット）
- 女王様凌辱戦争 JACKAL ANOTHER NIGHT〜仁義なき狼藉の宴〜（3月7日、アタッカーズ）
- 夫の知らない人妻同士の昼下がり 激しく愛し合いたい人妻レズオーガズム（3月15日、ピーターズ）
- 自画撮り愛液べっちょりオマ○コに激しく指をズボズボ！！大開脚エロポーズで痙攣イキ激情オナニー（3月15日、プリモ）
- 胸糞注意 結婚3年目にして夫婦ふたりで一念発起35年ローンで中古のマンションを購入したのですが上階の住人武丸先輩と言うDQNな輩の騒音問題に耐えきれず夫婦で抗議に行ったら逆ギレされて妻をヤラれてしまった時の話です（4月7日、JET映像）
- 突然押しかけてきた嫁の姉さんに抜かれっぱなしの1泊2日（4月17日、VENUS）
- 亀頭メンテナンス 2（4月25日、アロマ企画）
- 柊女学院美肉の生贄（5月7日、アタッカーズ）
- キスからはじまる母と息子の愛情、密着、濃厚セックス（5月19日、VENUS）
- 抵抗できない状態で無理やり射精させられた僕（5月25日、痴女ヘブン）
- むちむち黒ストッキング×腿コキ（5月25日、アロマ企画）
- 兄貴の奥さん（6月7日、マドンナ）
- 痴漢映画館10 こんな所で…なのに、なのに私ったら…!（6月7日、アタッカーズ）
- 奴隷色のステージ32（8月7日、アタッカーズ）
- 色気ムンムン フェロモン美女 大胆パンチラコレクション 5（8月13日、アロマ企画）
- 私、実は夫の上司に犯され続けてます… 新山沙弥（8月13日、溜池ゴロー）
- 超厳選！激イキ！ 極上S級女優達23名 名作スーパーBEST3時間（8月19日、Merci Beaucoup）
- 媚薬塗りたくり監禁放置後の性欲剥き出しガンギマリ痙攣FUCK（9月19日、乱丸）
- 本番なしのマットヘルスに行って出てきたのは隣家の高慢な美人妻。弱みを握った僕は本番も中出しも強要！店外でも言いなりの性奴隷にした 新山沙弥AV引退特別版（11月13日、溜池ゴロー）

### テレビ
- Sweet Angel（2013年7月26日、MONDO TV）
- ★ すっぴん 新山沙弥（2016年3月18日、Gガイド.テレビ王国）

## 書籍・製品

### 写真集
- すっぴん　新山沙弥（2016年1月25日、あめんぼ、ドリームチケット、すっぴん、撮影：あめんぼ）ASIN B01B2JMVVI
- 俺を本気で愛しているなら俺以外の誰かのチ●ポも俺だと思って愛してくれ（2016年2月18日、あめんぼ、WAAP、撮影：あめんぼ）ASIN B01BXJ67QC